# Малкі (Мазовецьке воєводство)
Малкі (пол. Małki) — село в Польщі, у гміні Жевне Маковського повіту Мазовецького воєводства.
Населення — 110 осіб (2011).
У 1975-1998 роках село належало до Остроленцького воєводства.

## Демографія
Демографічна структура станом на 31 березня 2011 року:
|          | Загалом | Допрацездатний вік | Працездатний вік | Постпрацездатний вік |
| -------- | ------- | ------------------ | ---------------- | -------------------- |
| Чоловіки | 54      | 10                 | 37               | 7                    |
| Жінки    | 56      | 10                 | 27               | 19                   |
| Разом    | 110     | 20                 | 64               | 26                   |